# Taça de Portugal 2019-2020
La Taça de Portugal 2019-2020 è stata l'80ª edizione del torneo Taça de Portugal. Il torneo è iniziato il 7 settembre 2019 e si è concluso il 1º agosto 2020.
Il Porto ha conquistato il trofeo per la 17ª volta, battendo in finale i rivali del Benfica.

## Primo turno
| 7 settembre 2019    |                 |                      |
| Câmara de Lobos     | 0 – 4           | Felgueiras 1932      |
| Pevidém             | 1 – 3           | Berço                |
| Esperança Lagos     | 1 – 0           | Lusitano             |
| Manteigas           | 1 – 3           | Bustelo              |
| São João de Ver     | 0 – 3           | Sanjoanense          |
| Sintra              | 1 – 0           | Loures               |
| Lusitânia           | 1 – 2           | Amora                |
| 8 settembre 2019    |                 |                      |
| Sertanense          | 1 – 1 (5-3 dtr) | Oleiros              |
| Alverca             | 3 – 0           | Sacavenense          |
| Águeda              | 5 – 0           | Ferreira de Aves     |
| Águias Moradal      | 2 – 4           | Vitória Sernache     |
| Aljustrelense       | 3 – 2 (dts)     | Vasco da Gama AC     |
| Amarante            | 2 – 1           | Trofense             |
| Arouca              | 5 – 0           | Rebordosa            |
| Beira-Mar           | 6 – 0           | Pampilhosense        |
| Canelas 2010        | 3 – 1           | Valadares Gaia       |
| Montalegre          | 1 – 0           | Cerveira             |
| Coimbrões           | 4 – 1           | Régua                |
| Condeixa            | 0 – 0 (5-4 dtr) | Oliveira Hospital    |
| Coutada             | 2 – 0           | Fayal                |
| Eléctrico           | 0 – 7           | Benfica e C.B.       |
| Fafe                | 3 – 0           | Rebordelo            |
| Fontinhas           | 1 – 3 (dts)     | Pinhalnovense        |
| Prado               | 1 – 2           | Carção               |
| Gondomar            | 3 – 1           | Leça                 |
| GRAP                | 2 – 3           | Portomosense         |
| Juventude de Évora  | 2 – 2 (6-7 dtr) | Moncarapachense      |
| União Leiria        | 5 – 0           | Crato                |
| Louletano           | 1 – 0           | Ferreiras            |
| Lusitano FC         | 3 – 2           | Ançã                 |
| Maria da Fonte      | 3 – 0           | Bragança             |
| Marinhense          | 0 – 0 (2-4 dtr) | Fátima               |
| Merelinense         | 0 – 0 (4-3 dtr) | Ponte da Barca       |
| Mirandela           | 2 – 0           | Atlético Arcos       |
| Mortágua            | 4 – 2           | Anadia               |
| Olhanense           | 1 – 0           | Armacenenses         |
| Oriental Lisbona    | 2 – 0           | Sporting Ideal       |
| Paredes             | 0 – 0 (2-4 dtr) | Lourosa              |
| Pedras Rubras       | 0 – 3           | Vizela               |
| Pedras Salgadas     | 3 – 1           | Vila Pouca           |
| Penedo Gordo        | 2 – 0           | Praia Milfontes      |
| Pêro Pinheiro       | 2 – 2 (4-2 dtr) | 1º Dezembro          |
| Porto Cruz          | 0 – 3           | São Martinho         |
| Real SC             | 4 – 1           | Estrela Vendas Novas |
| São Roque           | 0 – 1           | Torreense            |
| Sintrense           | 1 – 0 (dts)     | Coruchense           |
| Espinho             | 2 – 0           | Castro Daire         |
| União Madeira       | 1 – 0           | Vila Real            |
| União Almeirim      | 2 – 3           | União Santarém       |
| Vila Cortez         | 0 – 3           | GC Figueirense       |
| Vila Velha de Ròdao | 0 – 5           | Caldas               |
| Vilarinho           | 0 – 2           | Oliveirense          |
| Rabo de Peixe       | 1 – 0           | Olímpico do Montijo  |
| Praiense            | 4 – 0           | Fabril Barreiro      |
| 15 settembre 2019   |                 |                      |
| Velense             | 0 – 5           | Alcochetense         |

## Secondo turno
21 squadre tra le perdenti del primo turno sono sorteggiate per partecipare al secondo turno.
| 28 settembre 2019 |                 |                     |
| Rabo de Peixe     | 0 – 1           | Académico de Viseu  |
| Berço             | 1 – 3           | Feirense            |
| União Madeira     | 1 – 2 (dts)     | Fafe                |
| Carção            | 0 – 2           | Vilafranquense      |
| 29 settembre 2019 |                 |                     |
| Condeixa          | 0 – 0 (5-4 dtr) | Lusitânia           |
| União Santarém    | 1 – 2           | Farense             |
| Oliveirense       | 2 – 1 (dts)     | Felgueiras 1932     |
| Portomosense      | 0 – 3           | Alverca             |
| Aljustrelense     | 0 – 2           | Casa Pia            |
| Amora             | 2 – 1           | São João de Ver     |
| Atlético Arcos    | 0 – 2           | Praiense            |
| Beira-Mar         | 2 – 0           | Bustelo             |
| Caldas            | 0 – 1           | Varzim              |
| Canelas 2010      | 4 – 0           | Ançã                |
| Montalegre        | 0 – 1           | Marinhense          |
| Coimbrões         | 3 – 1           | Prado               |
| Coruchense        | 0 – 4           | Olímpico do Montijo |
| Eléctrico         | 1 – 6           | Arouca              |
| Esperança Lagos   | 1 – 3           | Pevidém             |
| Fátima            | 4 – 0           | Coutada             |
| Alcochetense      | 0 – 4           | Leixões             |
| Gondomar          | 0 – 1           | Valadares           |
| Leça              | 0 – 0 (4-3 dtr) | Oliveirense         |
| União Leiria      | 0 – 1           | Real SC             |
| Louletano         | 1 – 1 (4-2 dtr) | GC Figueirense      |
| Loures            | 2 – 2 (4-2 dtr) | Lusitano VRSA       |
| Lourosa           | 4 – 2 (dts)     | Covilhã             |
| Lusitano FC       | 0 – 1           | Académica           |
| Maria da Fonte    | 1 – 5           | Pedras Salgadas     |
| Mirandela         | 1 – 2           | Chaves              |
| Moncarapachense   | 0 – 1 (dts)     | Sertanense          |
| Mortágua          | 2 – 3 (dts)     | Penafiel            |
| Penedo Gordo      | 0 – 1           | Fabril Barreiro     |
| Pêro Pinheiro     | 0 – 0 (3-4 dtr) | Vitória Sernache    |
| Pinhalnovense     | 1 – 2           | Estoril Praia       |
| Sanjoanense       | 1 – 0           | Sporting Ideal      |
| São Martinho      | 0 – 0 (2-4 dtr) | Merelinense         |
| Benfica e C.B.    | 3 – 2           | Olhanense           |
| Sintra            | 2 – 0           | Amarante            |
| Sintrense         | 1 – 2 (dts)     | Anadia              |
| Espinho           | 2 – 0           | Nacional            |
| Vila Pouca        | 0 – 4           | Mafra               |
| Vizela            | 6 – 1           | Fontinhas           |
| Águias Moradal    | 1 – 0           | Torreense           |
| Vasco da Gama AC  | 0 – 4           | Cova da Piedade     |
| Águeda            | 4 – 1           | Oriental Lisbona    |

## Terzo turno
| 17 ottobre 2019     |                   |                   |
| Alverca             | 2 – 0             | Sporting Lisbona  |
| 18 ottobre 2019     |                   |                   |
| Cova da Piedade     | 0 – 4             | Benfica           |
| 19 ottobre 2019     |                   |                   |
| Condeixa            | 0 – 1             | Rio Ave           |
| Sintra              | 1 – 1 (4-3 dtr)   | Vitória Guimarães |
| Académico de Viseu  | 3 – 1             | Real SC           |
| Amora               | 0 – 1             | Sanjoanense       |
| Fabril Barreiro     | 1 – 3             | Moreirense        |
| Louletano           | 1 – 2 (dts)       | Paços Ferreira    |
| Pevidem             | 0 – 2             | Belenenses SAD    |
| Espinho             | 2 – 1             | Vilafranquense    |
| Penafiel            | 0 – 2             | Gil Vicente       |
| Farense             | 5 – 2             | Desp. Aves        |
| Feirense            | 3 – 0             | Tondela           |
| Académica           | 2 – 1             | Portimonense      |
| Coimbrões           | 0 – 5             | Porto             |
| Leça                | 1 – 3             | Braga             |
| 20 ottobre 2019     |                   |                   |
| Águias Moradal      | 0 – 5             | Vitória Setúbal   |
| AD Oliveirense      | 0 – 3             | Santa Clara       |
| Arouca              | 1 – 0             | Merelinense       |
| Casa Pia            | 1 – 3             | Vizela            |
| Loures              | 4 – 2 (dts)       | Benfica e C.B.    |
| Lusitânia           | 1 – 1 (5-6 dtr)   | Famalicão         |
| Mafra               | 1 – 0 (dts)       | Fafe              |
| Marinhense          | 1 – 0             | Fátima            |
| Olímpico do Montijo | 0 – 1             | Anadia            |
| Pedras Salgadas     | 1 – 0             | Águeda            |
| Varzim              | 1 – 0             | Estoril Praia     |
| Vitória Sernache    | 0 – 0 (4-5 dtr)   | Sertanense        |
| Chaves              | 2 – 1 (dts)       | Boavista          |
| Valadares           | 0 – 0 (10-11 dtr) | Canelas 2010      |
| Beira-Mar           | 2 – 2 (5-4 dtr)   | Marítimo          |
| Leixões             | 4 – 2             | Praiense          |

## Quarto turno
| 22 novembre 2019   |                 |                 |
| Leixões            | 1 – 4           | Santa Clara     |
| Varzim             | 1 – 0           | Loures          |
| 23 novembre 2019   |                 |                 |
| Sertanense         | 2 – 1 (dts)     | Farense         |
| Académico de Viseu | 1 – 0           | Feirense        |
| Espinho            | 3 – 2           | Arouca          |
| Famalicão          | 1 – 0           | Académica       |
| Braga              | 1 – 0           | Gil Vicente     |
| Vizela             | 1 – 2           | Benfica         |
| 24 novembre 2019   |                 |                 |
| Anadia             | 2 – 1           | Beira-Mar       |
| Paços Ferreira     | 1 – 0           | Sanjoanense     |
| Moreirense         | 1 – 3           | Mafra           |
| Pedras Salgadas    | 0 – 0 (5-6 dtr) | Canelas 2010    |
| Sintra             | 0 – 2           | Marinhense      |
| Rio Ave            | 1 – 0           | Alverca         |
| Porto              | 4 – 0           | Vitória Setúbal |
| Chaves             | 1 – 0           | Belenenses SAD  |

## Ottavi di finale
| 17 dicembre 2019   |             |              |
| Académico de Viseu | 1 – 0       | Chaves       |
| Varzim             | 2 – 1 (dts) | Anadia       |
| Marinhense         | 0 – 2       | Rio Ave      |
| 18 dicembre 2019   |             |              |
| Sertanense         | 0 – 1       | Canelas 2010 |
| Paços Ferreira     | 3 – 0       | Espinho      |
| Benfica            | 2 – 1       | Braga        |
| 19 dicembre 2019   |             |              |
| Porto              | 1 – 0       | Santa Clara  |
| Famalicão          | 3 – 0       | Mafra        |

## Quarti di finale
| 14 gennaio 2020    |       |              |
| Porto              | 2 – 1 | Varzim       |
| Benfica            | 3 – 2 | Rio Ave      |
| 15 gennaio 2020    |       |              |
| Paços Ferreira     | 0 – 1 | Famalicão    |
| 16 gennaio 2020    |       |              |
| Académico de Viseu | 1 – 0 | Canelas 2010 |

## Semifinali
| 4 febbraio / 11 febbraio 2020 |       |           |       |       |
| Benfica                       | 4 – 3 | Famalicão | 3 - 2 | 1 - 1 |
| 4 febbraio / 12 febbraio 2020 |       |           |       |       |
| Académico de Viseu            | 1 – 4 | Porto     | 1 - 1 | 0 - 3 |

## Finale
| Arbitro: | Soares Dias |

|                        |           |                 |
| C. Vinícius 84’ (rig.) | Marcatori | 47’, 58’ Mbemba |